# Michaela McManus
Michaela McManus, född 20 maj 1983 i Warwick i Rhode Island i USA, är en amerikansk skådespelare bosatt i Los Angeles i Kalifornien.
Hon medverkar i One Tree Hill i rollen som Lindsey. Lindsey är Lucas flickvän och redaktör. Hon kommer även att vara med i Law & Order: Special Victims Unit
Hon är även med i Serien Vampire Diaries i rollen som Jules, och är med i den nya serien Awake.
Hon är gift med Mike Daniels.